# Medicină în lumea islamică medievală

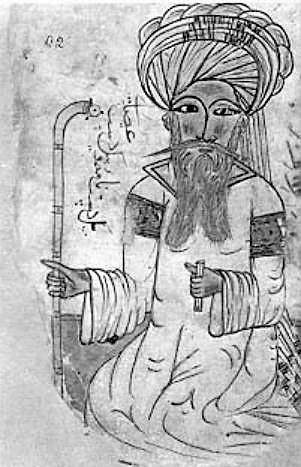
Avicenna, părintele medicinei moderne

Medicina islamică, în cadrul istoriei medicinei, se referă la medicina civilizației islamice medievale, scrisă în arabă, lingua franca a civilizației islamice. Traducerile în latină ale scrierilor medicale arabe au exercitat o puternică asupra dezvoltării ulterioare a medicinei moderne.

## Introducere
Medicina islamică a avut ca punct de plecare medicina arabă tradițională din perioada lui Muhammad, medicina elenistică, vechea medicină indiană Ayurveda, precum și cea iraniană (Academia din Gundishapur).

### Începutul
Conform tradiției, primul medic islamic a fost însuși Mahomed. Acestuia i se atribuie următoarele citate:
"Nu există nici o boală creată de Allah, în afară de cele cărora tot El le-a creat remediul".
"Folosiți tratamentul medical, căci Allah nu a plăsmuit vreo boală căreia să nu-i fi creat și remediul, în afară de acea suferință numită îmbătrânire".
"Allah ne-a trimis bolile dar și tratamentul pentru fiecare, așa că tratați-vă cu ajutorul medicinei".
Concepția conform căreia există tratament pentru fiecare afecțiune a încurajat savanții islamici să întreprindă cercetări medicale pentru a descoperi aceste remedii. Cu toate acestea, tămăduitorii aparțineau mai degrabă clerului decât medicilor laici și utilizau mai mult metode spiritual-religioase decât științifice.

### Spitale și universități
Medicii islamici au fondat printre cele mai vechi spitale, în sensul modern al cuvântului, adică spitale publice, aflate sub egida marilor universități medicale. Acestea erau adevărate stabilimente în care persoanele suferinde erau îngrijite de un personal calificat și care se deosebeau de templele, ospiciile , azilurile și lazareturile din trecut care se ocupau mai degrabă cu izolarea de restul societății a bolnavilor cronici și a celor cu probleme mintale, decât cu vindecarea lor.
Astfel, în Cairo, în secolul I d.Hr., spitalul Qalawun putea îngriji 8.000 de pacienți, personalul său cuprinzând medici specialiști, farmaciști, asistenți.

## Metoda științifică
Ca și în celelalte domenii ale științei, savanții islamici au introdus și în studiul medical metodele științifice. Acestea cuprindeau: aplicarea matematicii, experimentului, disecția, testări pe animale, autopsia cadavrelor.
Pentru prima dată sunt folosite teste pentru depistarea prezenței substanțelor chimice (cum am spune azi, teste anti-drog), testarea competenței prin examinare a medicilor.
Astfel, Rhazes introduce experimentul și observația clinică în domeniul medicinei și respinge teoriile lui Galenus care nu sunt verificate experimental. Introduce testul de urină și ceea ce astăzi numim coprocultură.
Avicenna (Ibn Sina Abu Ali) este considerat părintele medicinei, deoarece a introdus experimentul sistematic și cantitativ în studiul fiziologiei, examenul clinic, analiza factorilor de risc, precum și noțiunea de sindrom. Toate contribuțiile sale le-a reunit în celebrul său tratat Canonul de medicină, devenită timp de secole lucrare de referință pentru medicina apuseană.
Aici, bolile sunt descrise, clasificate și li se atribuie diverse tratamente.
Tratatul expune o adevărată teorie a substanțelor medicamentoase, care stă la baza farmacologiei clinice de astăzi.
Mai mult, pentru punctul său de vedere holistic, în care factorii fizici, fiziologici și ai medicației sunt văzuți global, Avicenna poate fi considerat precursorul terapiilor alternative.

## Anatomie și fiziologie
În lucrarea sa, Shukuk 'ala alinusor ("Indoieli în privința lui Galenus") din secolul al X-lea,
Abu Bakr Muhammad ibn Zakariya al-Razi (Rhazes) a fost primul medic care a respins teoria umorală a lui Galen și teoria celor patru elemente a lui Aristotel.
Avicenna, "Aristotel al arabilor", cel care promovează experimentarea sistematică, introduce studiul și examinarea pulsului arterial și a ritmului cardiac, în special a celui de la încheietura mâinii. Observațiile sale, consemnate în "Canonul de medicină" vor conduce mai târziu la realizarea sfigmografului (tensometrului).

## Chirurgie
Medicii islamici îndepărtau chirurgical cataracta cu un mileniu înainte ca medicii europeni medievali să încerce acest lucru.
Unul din marii reprezentnți în acest domeniu este Abulcasis, considerat părintele chirurgiei moderne.
Acesta a inventat o serie de unelte și dispozitive chirurgicale.
În lucrarea sa, Kitab al-Tasrif, (o enciclopedia vastă de 30 de volume), însumează toate cunoștințele timpului său, adunate după o carieră de 50 de ani.